# Polyolefinen

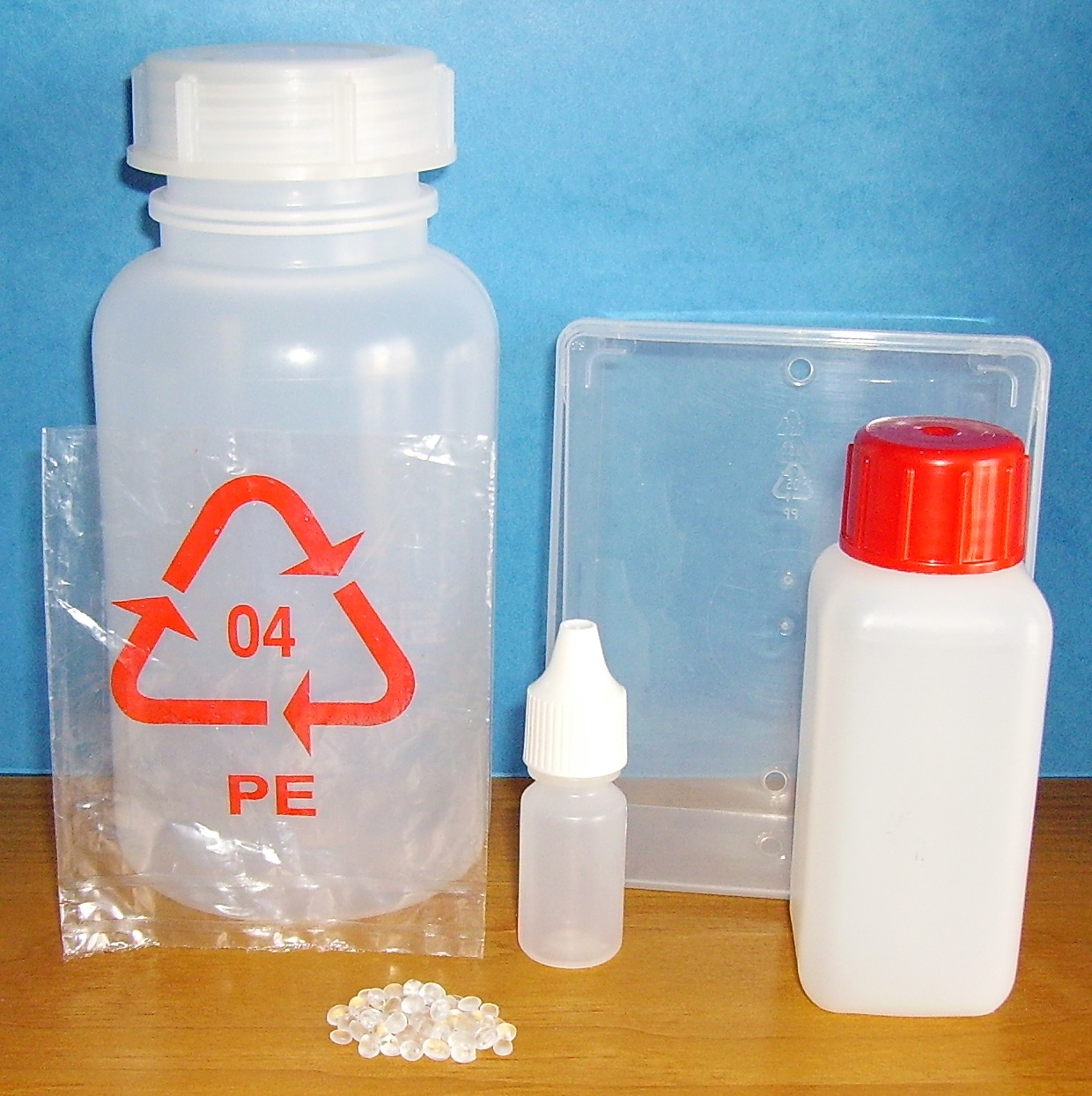
Enkele voorwerpen uit polyetheen en polypropeen.

Polyolefinen zijn polymeren (kunststoffen) op basis van uitsluitend koolstof
en waterstof, meer bepaald zijn het polymeren van lichte alkenen, onverzadigde koolwaterstoffen zoals etheen, propeen en buteen. In plaats van alkenen duidt men deze stoffen in de industrie vaak aan als olefines.
De belangrijkste polyolefinen zijn:
- polyethyleen of polyetheen (PE) (met etheen als monomeer)
- polypropyleen of polypropeen (PP) (propeen)
- polybutyleen of poly(1-buteen) (PB) (buteen)
- polyisobutyleen of polyisobuteen (PIB) (isobuteen).

Tot de polyolefinen rekent men ook copolymeren van deze monomeren, bijvoorbeeld ethyleenvinylacetaat (EVA) of copolymeren van etheen met acrylaatesters.

## Productie
Polyolefinen worden geproduceerd door middel van additiepolymerisatie middels vrije radicalen. Als katalysator gebruikt men Ziegler-Natta-katalysatoren of de meer recent ontwikkelde metallocenen.

## Toepassingen
Polyolefinen zijn thermoplasten; ze zijn lasbaar en kunnen tot eindproducten verwerkt worden door extrusie tot folie, film of buizen; door blaasgieten tot flessen of door spuitgieten tot allerlei voorwerpen. Men kan er ook vezels van spinnen; hiervoor gebruikt men vooral polypropeen of polyetheen. 
Polyolefinen worden in grote hoeveelheden geproduceerd; de grondstoffen zijn afkomstig uit de petrochemie en worden verkregen door het kraken van koolwaterstoffen zoals nafta of lpg. Polyetheen is wereldwijd het meest gebruikte plastic; ook polypropeen behoort tot de meest gebruikte. PE en PP worden hoofdzakelijk gebruikt in verpakkingsmateriaal (folie, flessen, dozen, kratten, draagtassen enz.). Van polybutyleen worden vooral buizen en leidingen gemaakt. Polyisobuteen is een rubberachtig elastomeer dat onder meer gebruikt wordt voor de productie van butylrubber.